# 김금화 (무용가)

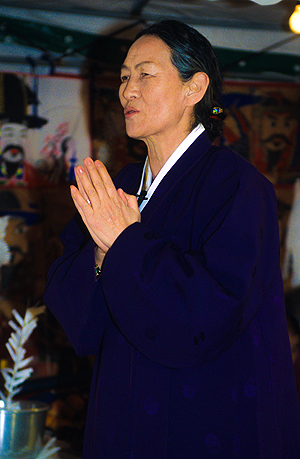
김금화

김금화(金錦花, 1931년 8월 18일 ~ 2019년 2월 23일)는 대한민국의 무용가, 무속인이다. 국가무형문화재 제82호 서해안 배연신굿 및 대동굿 기·예능보유자이다.
황해도 연백군 출신으로 황해도 출신 무당 중에서 가장 큰 만신으로 꼽혔으며, 모든 종류의 굿에 능통하다는 평가를 받았다. 12세 시절부터 심한 무병을 앓다 17세에 외할머니의 내림굿을 받고 강신무(降神巫)가 되었다. 2014년에는 그의 일대기를 소재로 한 다큐멘터리 영화 《만신》이 개봉되었다.